# Hildrun Laufer-Claus
Hildrun Laufer-Claus (născută Claus; n. 13 mai 1939, Dresda, Germania Nazistă) este o atletă ce a reprezentat Germania, medaliată olimpică. A participat la două ediții ale Jocurilor Olimpice (1960, 1964) în care a câștigat o medalie de bronz în proba de săritura în lungime.

## Palmares
| An   | Competiție           | Locație         | Loc | Eveniment | Note   |
| ---- | -------------------- | --------------- | --- | --------- | ------ |
| 1960 | Jocurile Olimpice    | Roma, Italia    | 3   | lungime   | 6,21 m |
| 1962 | Campionatul European | Belgrad, Serbia | 6   | lungime   | 6,12 m |
| 1964 | Jocurile Olimpice    | Tokio, Japonia  | 7   | lungime   | 6,24 m |
| 1964 | Jocurile Olimpice    | Tokio, Japonia  | –   | pentatlon | NS     |

## Legături externe
- Materiale media legate de Hildrun Laufer-Claus la Wikimedia Commons
- en Hildrun Laufer-Claus la World Athletics
- en Hildrun Laufer-Claus la Olympedia.org